# Maria Magdalena Dumitrache
Maria Magdalena Dumitrache, romunska veslačica, * 3. maj 1977.
Dumitrachejeva je na Poletnih olimpijskih igrah 2000 v Sydneyju z romunskim osmercem osvojila zlato medaljo. Njeno prvo veliko tekmovanje je bilo Svetovno prvenstvo v veslanju  1998 kjer je nastopila v peto uvrščenem romunskem četvercu, v osmercu pa je osvojila zlato. Uspeh je romunski čoln ponovil na naslednjem svetovnem prvenstvu. Tekmovalno se je upokojila leta 2001 na tekmi za svetovni pokal.